# Дело Парадайна
«Дело Парадайна» (англ. The Paradine Case) — кинофильм режиссёра Альфреда Хичкока, снятый в 1947 году по мотивам одноимённого романа Роберта Хиченса.

## Сюжет
Маддалена Анна Парадайн обвиняется в убийстве своего мужа. У полиции есть все основания заключить её под стражу; молодая красивая женщина была замужем за пожилым слепым отставным военным. В суде Анну защищает успешный адвокат Энтони Кин.
В ходе процесса Энтони Кин влюбляется в Анну и готов пойти на что угодно, лишь бы ей вынесли оправдательный приговор. Кин решает попытаться построить защиту на том, чтобы отвести обвинения от его клиентки, обратив внимание на странное поведение слуги скончавшегося Парадайна Андре Латура. Допрос свидетеля с пристрастием заканчивается тем, что Андре после заседания суда кончает жизнь самоубийством. Анна приходит в отчаяние и сознаётся в убийстве ради того, чтобы остаться со своим любовником Андре Латуром.

## В ролях
- Грегори Пек — Энтони Кин, адвокат
- Энн Тодд — Гэй Кин, супруга Энтони
- Алида Валли — миссис Маддалена Анна Парадайн
- Чарлз Лоутон — судья Томас Хорфилд
- Чарльз Коберн — Сэр Саймон Флэкер
- Этель Бэрримор — Софи Хорфилд
- Луи Журдан — Андре Латур
- Лео Г. Кэрролл — Сэр Джозеф
- Джоан Тетцел — Джуди Флэкер
- Изобел Элсом — хозяйка гостиницы

## Факты
- Правильное произношение фамилии главной героини — Парадин. Именно так её произносят в фильме. Следовательно, правильным переводом названия на русский язык является «Дело Парадин».
- В 1948 году фильм номинировался на премию «Оскар» за лучшую женскую роль второго плана (Этель Бэрримор).
- Камео режиссёра — пассажир с контрабасом, выходящий из поезда.